# Phyllomyia minima
Phyllomyia minima là một loài ruồi trong họ Tachinidae.